# Sebastian K.
Sebastian K. est un trotteur suédois, né en Suède le 13 juin 2006 et mort le 31 juillet 2020. Il a détenu le record du monde de vitesse au trot, avec une réduction kilométrique de 1'07"7 sur le mile.

## Carrière
D'origine franco-suédoise, Sebastian K. se révèle à l'âge de 4 ans en remportant le groupe 1 Konung Gustaf V's Pokal et en se classant deuxième du Grand Prix de l'UET. Par la suite, il devient l'un des meilleurs chevaux d'âge en Europe, puis se lance dans une campagne américaine à l'été 2014, où il devance les meilleurs chevaux d'âge américains et devient, lors de son succès dans le Mohegan Sun Pocono, le premier cheval à descendre sous la barre des 1'08 au kilomètre, établissant un record du monde à 1'07"7 qui durera jusqu'en 2018 (battu en 2019 par l'Américain Homicide Hunter en 1'07"6). Il met un terme à sa carrière en juillet 2015 à la suite d'une blessure. 

## Palmarès
Suède
- Coupe du roi Gustave V (2010)
- Åby Stora Pris (2012, 2013)
- Sundsvall Open Trot (2012)
- 2e Jubileumspokalen (2011)
- 2e Åby Stora Pris (2011)
- 2e Hugo Abergs Memorial (2012)
- 2e Olympiatravet (2013)
- 2e Sundsvall Open Trot (2013)

 Finlande
- Finlandia Ajo (2012)

 Norvège
- Grand Prix d'Oslo (2013)

 États-Unis
- Arthur J. Cutler Memorial (2014)
- John Cashman, Jr. Memorial (2014)

 Union européenne
- UET Trotting Masters (2012)
- 2e Grand Prix de l'UET (2010)

## Origines
| Origines de Sebastian K., mâle, bai. | Origines de Sebastian K., mâle, bai. | Origines de Sebastian K., mâle, bai. | Origines de Sebastian K., mâle, bai. |
| ------------------------------------ | ------------------------------------ | ------------------------------------ | ------------------------------------ |
| Père Korean                          | Dahir de Prélong                     | Fakir du Vivier                      | Sabi Pas                             |
| Père Korean                          | Dahir de Prélong                     | Fakir du Vivier                      | Ua Uka                               |
| Père Korean                          | Dahir de Prélong                     | Marieva                              | Tony M                               |
| Père Korean                          | Dahir de Prélong                     | Marieva                              | Reine d'Amour                        |
| Père Korean                          | Calmness                             | Robespierre                          | Florestan                            |
| Père Korean                          | Calmness                             | Robespierre                          | Focarella                            |
| Père Korean                          | Calmness                             | Pavesca Hanover                      | Super Bowl                           |
| Père Korean                          | Calmness                             | Pavesca Hanover                      | Estovie                              |
| Mère Gabriella K.                    | Probe                                | Super Bowl                           | Star's Pride                         |
| Mère Gabriella K.                    | Probe                                | Super Bowl                           | Pillow Talk                          |
| Mère Gabriella K.                    | Probe                                | A.C.'s Wonder                        | Speedy Crown                         |
| Mère Gabriella K.                    | Probe                                | A.C.'s Wonder                        | A.C.'s Nancy                         |
| Mère Gabriella K.                    | Sissi Hari                           | The Prophet                          | Spectator                            |
| Mère Gabriella K.                    | Sissi Hari                           | The Prophet                          | Embassy Sue                          |
| Mère Gabriella K.                    | Sissi Hari                           | Willia Eden                          | Regal Pick                           |
| Mère Gabriella K.                    | Sissi Hari                           | Willia Eden                          | Willow Grove                         |